# 贾敬
贾敬，《紅樓夢》人物，宁国公贾演的孙子，贾代化的次子。贾敬身为正五品乙卯科进士，却一味好道，只愛燒丹炼汞，把官和爵位留给了兒子贾珍。天天在都外玄真观修炼，与道士们胡混，一心想當神仙，而别的事一概不管。後因濫食丹药中毒而死，死时腹中坚硬如铁，面皮嘴唇烧得紫绛皱裂。
贾敬于第二回出场，于第六十三回死亡。